# CMA CGM
CMA CGM Group — французька транспортна компанія, що займається переважно морськими контейнерними перевезеннями. 
Є найбільшим у Франції і четвертим у світі морським контейнерним перевізником з загальним дедвейтом судів у 2,68 млн TEU (двадцятифутових контейнерів, ≈20 тонн).
Компанія оперує флотом з понад 500 суден (із них 131 власних, інші зафрахтовані), що заходять у більш, ніж 420 портів по всьому світу. CMA CGM Group представлена в 160 країнах світу через міжнародну мережу своїх регіональних відділень, що включає 750 офісів і філій.

## Історія

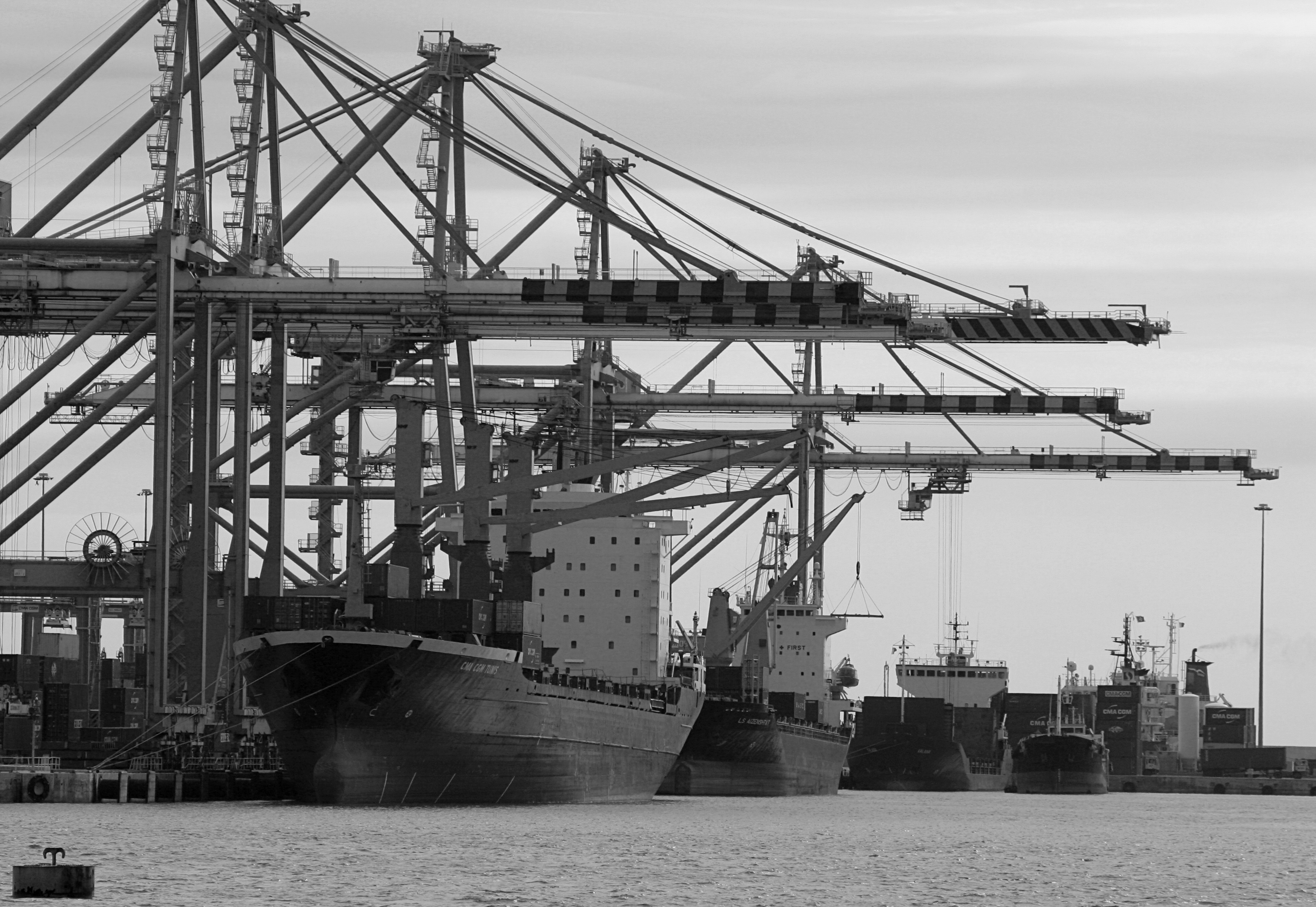
CMA CGM Tunis, порт Фріпорт, Мальта

Компанія CMA CGM Group історично відноситься до двох компаній, заснованих в середині XIX століття, «Морські перевізники» (Messageries Maritimes, заснована в 1851 році) і «Об'єднана морська компанія» (Compagnie Générale Maritime, CGM, заснована в 1855 році). Дві компанії були поступово об'єднані в одну в період з 1974 по 1977 рік, під назвою Compagnie Générale Maritime. Ініціатором злиття був уряд Франції, що контролював обидві компанії; штаб-квартира об'єднаної компанії знаходилася в передмісті Парижа.
«Компанія морського фрахтування» (Compagnie Maritime d Affrètement, CMA) була заснована Жаком Р. Сааде в 1978 році в Марселі; перший маршрут компанії був між Марселем і Ліваном, звідки Жак Сааде був родом. У 1996 році CGM була приватизована і продана марсельській компанії CMA, яка до того часу стала найбільшим у Франції контейнерним перевізником. Назва нової компанії була складено з абревіатур її попередниць — CMA CGM. У 1998 році CMA CGM придбала компанію Australian National Lines (ANL).
У 2005 році CMA CGM придбала за 600 млн євро іншу французьку судноплавну компанію, Delmas, в результаті стала третьою найбільшою контейнерною компанією світу після датської A. P. Moller-Maersk Group і швейцарської Mediterranean Shipping Company.
Восени 2009 року CMA CGM оголосила про формування антикризового комітету, до складу якого увійшли французькі, європейські і міжнародні банки, включаючи ряд азійських і південнокорейських фінансових інститутів. Антикризові ініціативи, зокрема, стосувалися зміни умов постачання суден і, в окремих випадках, відмови від раніше розміщених суднобудівних замовлень. З вересня 2010 року, щоб уникнути банкрутства, компанія вела переговори з кредиторами про реструктуризацію боргу в розмірі $5,6 млрд, більша частина якого припадає на оплату майбутніх поставок 45 контейнеровозів.
На початку 2013 року CMA CGM завершила процес реструктуризації своїх фінансових активів і закрила угоди з банками про реструктуризацію боргу. Восени 2012 року компанія підписала меморандум з французьким державним Фондом стратегічних інвестицій (Fonds Strategique d'investissement, FSI) про придбання фондом облігації CMA CGM на 150 млн доларів, які будуть погашатися акціями компанії (конвертовані в 6 % акцій). Одночасно облігації на суму 100 млн доларів придбала турецька Yildirim Group, тим самим отримавши при конвертації право на 4 % в CMA CGM. Також було укладено угоду про продаж 49 % акцій Terminal Link (дочірня компанія CMA CGM) компанії China Merchants Holdings International.
У 2016 році була куплена сінгапурська компанія Neptune Orient Lines (NOL), яка включає американську дочірню структуру American President Lines; сума угоди склала $2,4 млрд і збільшила частку на ринку контейнерних перевезень на 12 %.
У червні 2018 року була поглинена фінська транспортна група Container Finance Ltd Oy (Containerships Group). Незважаючи на це в кінці 2018 року компанія опустилася на четверте місце в світі серед контейнерних перевізників, пропустивши китайську компанію COSCO.

## Флот
На червень 2019 року CMA CGM керувала флотом з 519 судів, з них 131 власне, включаючи:
- CMA CGM Antoine de Saint-Exupéry (довжина 400 м, ширина 59 м, висота борту 33, осадка 16 м, місткість 20.766 TEU, водотоннажність 217.673 BRZ);
- CMA CGM Marco Polo (довжина 396 метрів, місткість 16,020 TEU, дедвейт 186,470 тонн).

|                     |                    |                     |                 |
| CMA CGM White Shark | CMA CGM Don Carlos | CMA CGM La Traviata | CMA CGM Pelleas |

## Власники і керівництво
Станом на кінець 2010 року 76 % акцій перебували у володінні сім'ї Сааде (MERIT Corporation) – засновників CMA CGM, 24 % акцій — у турецької інвестиційної компанії Yildirim Group.
З 2017 року компанію очолює Родольф Сааде (Rodolphe Saadé), до цього на чолі компанії був його батько, Жак Сааде (Jacques R. Saadé, 1937-2018).

## Показники діяльності
- 2007 рік - 7,70 млн TEU[17].
- 2009 рік - 7,88 млн TEU
- 2010 рік - 9,04 млн TEU

## Інциденти та події

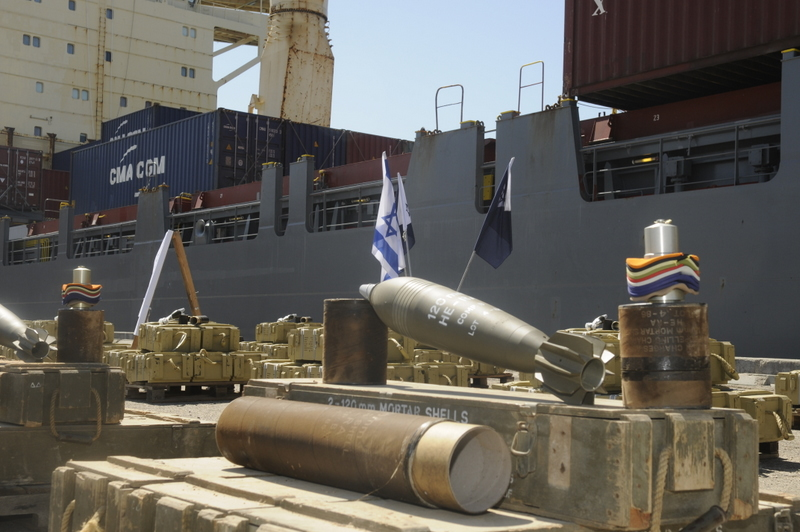
Розвантажені з судна CMA CGM Вікторія боєприпаси, 2011

15 березня 2011 року судно Вікторія компанії CMA CGM було затримано ВМС Ізраїлю по дорозі з турецького порту Мерсін в єгипетський порт Александрія, в 200 морських милях від берега Ізраїлю. При обшуку на судні було виявлено прихований на ньому 50-тонний вантаж зброї. Представники Армії оборони Ізраїлю вказали на докази іранського походження зброї, ймовірно завантаженого на судно в сирійському порту Латакія до заходу в порт Мерсін, і виступили з припущенням, що вантаж боєприпасів був призначений для організації «Хамас», що стоїть при владі в секторі Газа.
Міністерство фінансів США оштрафувало компанію CMA CGM за порушення торгового ембарго проти Куби, Судану та Ірану в період з 2004 по 2008 рік.

## Дочірні структури

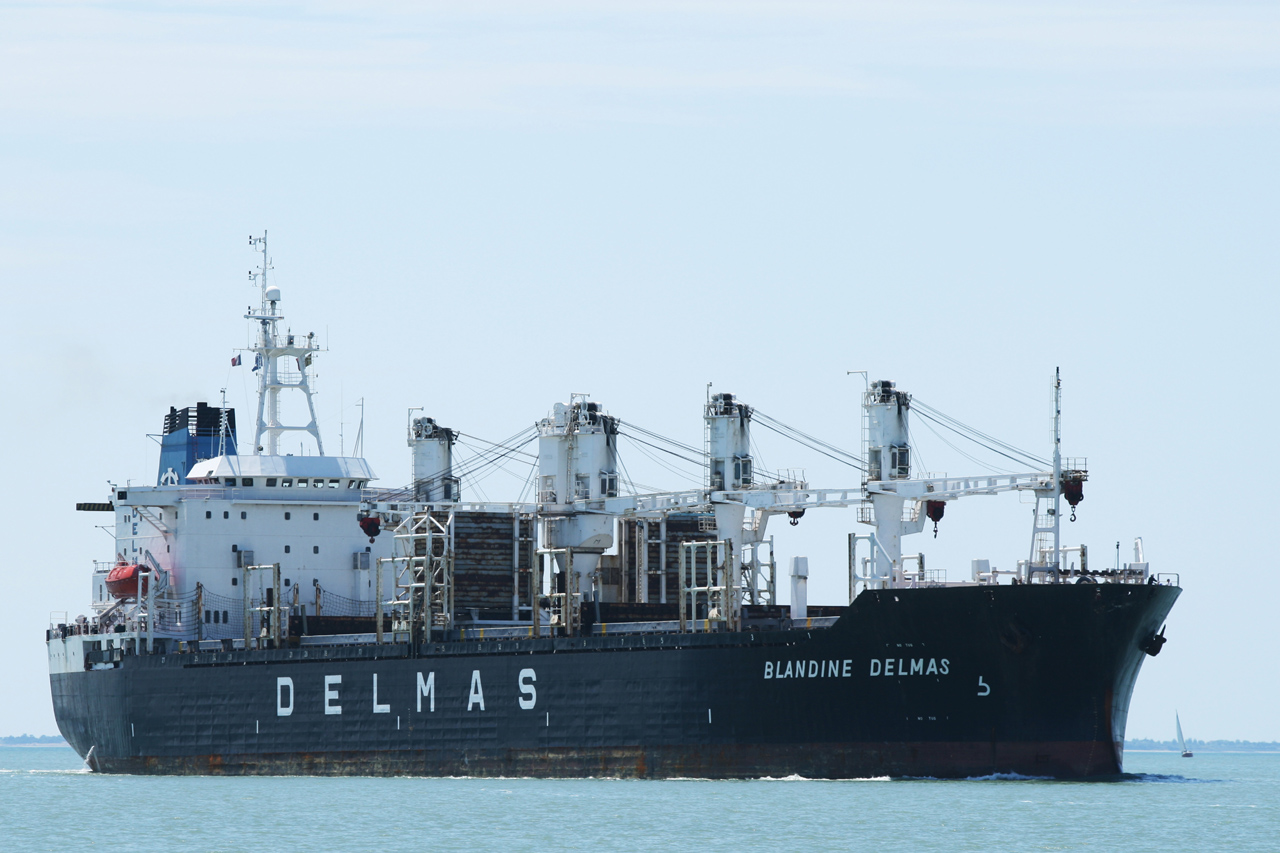
Blandine Delmas - судно дочірньої компанії CMA CGM Delmas

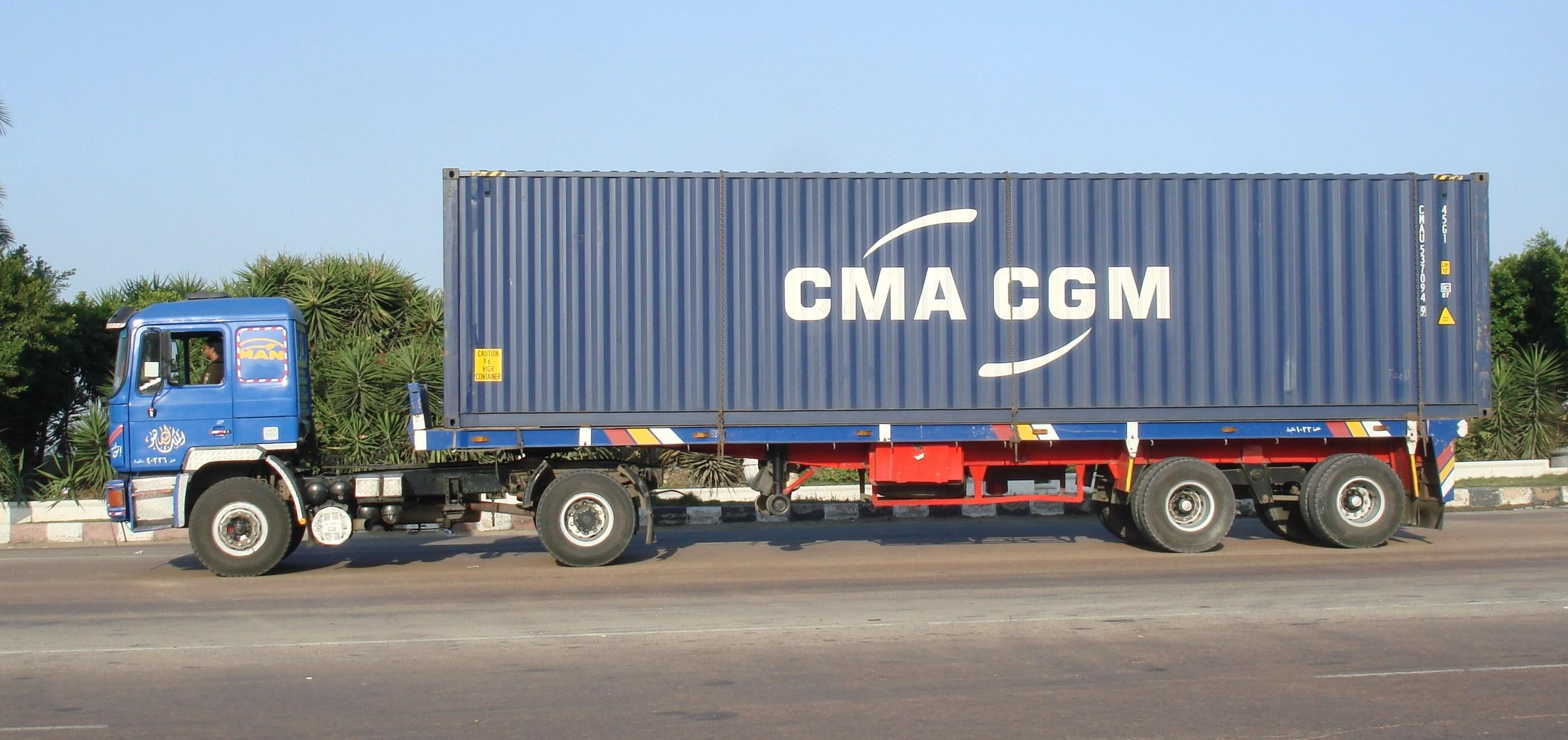
Вантажівка з контейнером CMA CGM в Александрії, Єгипет

Основні дочірні компанії і партнерства:
- Terminal Link - найбільша дочірня компанія, заснована в 2001 році і займається обслуговуванням портових терміналів; В свою чергу включає наступні дочірні структури: Rotterdam World Gateway (Роттердам), Global Gateway South, Kribi, Mundra, Brooklyn Kiev Port (Одеса),

- Laem Chabang International Terminal Co. (Таїланд),
- Qingdao Qianwan United Advance Container Terminal (КНР) і First Logistics Development (JV) Company); 49 % належить китайській компанії China Merchants Port

- ANL Container Line Ltd. (Австралія, Сінгапур, 100 %)
- MERCOSUL (Бразилія, 100 %)
- Containerships Group (Фінляндія, 100 %)
- CMA CGS Antilles Guyane (Франція, 100 %)
- CMA Ships SAS (Франція, 100 %)
- Comanav (Марокко, 99,92 %)
- OPDR GmbH & Co. KG (Німеччина, 100 %)
- CNC Line (Гонконг, 100 %)
- CMA CGS International Shipping Pte Ltd. (Сінгапур, 100 %)
- NOL Liner (Сінгапур, 100 %)
- APL Co. Pte Ltd. (Сінгапур, 100 %)
- Cheng Lie Navigation Co, Ltd. (Тайвань, 100 %)
- Coastal Navigation Co, Ltd. (Тайвань, 25 %)
- CMA CGS UK Shipping (Велика Британія, 100 %)
- American President Lines Ltd (США, 100 %)
- Progeco (ремонт контейнерів, Франція, 100 %)

Компанія має агентства в Австралії, Алжирі, Німеччині, Індії, Канаді, КНР, Марокко, ОАЕ, Республіці Корея, США, Туреччині, Україні, ПАР.

## Див.також
- Інтермодальні перевезення
- Контейнерні перевезення
- Список найбільших контейнеровозів